# Nianhba
Nianhba (nỉ-ˁnḫ-b3) ókori egyiptomi hivatalnok az V. dinasztia idején; vezír Unisz uralkodása alatt.
Masztabasírja Unisz piramisa közelében helyezkedik el Szakkarában, Ahethotep Hemi és Nebkauhór Idu sírjától keletre. Ahethotep Hemi sírjához való hasonlósága alapján sikerült Unisz uralkodásának idejére datálni: ez a két sír, valamint Unisz feleségeinek, Nebet és Henut királynéknak a sírjai kialakításukban hasonlítanak, nagy, oszlopos udvaruk és raktárhelyiségeik kialakítása eltér a Teti uralkodása alattiaktól. A sír nagyrészt elpusztult, feliratok csak a sírkamrában maradtak fenn, ezekről ismert Nianhba neve és címei. A sírkamra falai díszítettek voltak, a szarkofágon feliratok. 

## Forrás
- Strudwick, Nigel. The Administration of Egypt in the Old Kingdom: The Highest Titles and Their Holders [archivált változat], Studies in Egyptology. London; Boston: Kegan Paul International (1985). ISBN 978-0-7103-0107-9. Hozzáférés ideje: 2020. április 30. [archiválás ideje: 2014. április 3.] pp. 56–57, 102

## Külső hivatkozások
- Két kép a sírról
- A sír elhelyezkedése